# Oronzo Abbatecola
Oronzo Abbatecola (Ceglie del Campo, 1912 – 2007) è stato un pittore, scenografo e scultore italiano.

## Biografia
Nato a Ceglie nel 1912 da un tabaccaio di nome Vito Abbatecola, Oronzo Abbatecola ha iniziato a dipingere in giovane età come autodidatta. Nel 1930 aveva ricevuto le lodi di Marinetti, poeta e fondatore del movimento futurista italiano. Partecipò nel 1933 alla prima grande esposizione nazionale di arte futurista. Nel 1934 espone in una mostra personale al Bragaglia Fuori Commercio di Anton Giulio Bragaglia. L'anno seguente è a Genova dove espone alla "Prima mostra di plastica murale". Poi espone a Bari alla "Seconda mostra di arte prelittoriale" (1935) e alla "Terza mostra sindacale di Belle Arti in Puglia" (1936) inaugurata da Marinetti. A Bari collabora con Edoardo Cancellieri per il film su 8 millimetri città a 200 all'ora. Nell'agosto 1936 viene scelto insieme ad altri 14 scenografi per rappresentare l'Italia al "Convegno internazionale del teatro a Vienna. Il suo lavoro, dei teatrini, venne molto apprezzato tanto da indurre il governo italiano a donarlo all'Austria.
Nel 1939 decise di trasferirsi negli Stati Uniti d'America, perché non era stato premiato ai Littoriali di Venezia.
Nel 1948, Abbatecola si era stabilito nella zona della Baia di San Francisco. Un suo quadro futurista, Evolution, ha vinto il Primo Premio alla mostra di Los Gatos Art Association 1952. Dopo oltre 50 anni, nel 1991, Abbatecola è ritornato a Bari. Ha vissuto con la sua seconda moglie, Paula, a Carson City in Nevada dove ha fondato un museo personale, Abbectecola MAS -Museum of Art and Science.

## Opere
- Sintesi della città di Bari, 1932
- Remi in velocità, 1932
- Arte Performance
  - The First Instrument: The Flute, olio su board, 1934, 38 × 76 cm (15" x 30")
  - Discourse on Leonardo di Vinci, Santa Cruz, CA, July 1, 1952
  - Model of the Tower of Babel, 1955?, Rosicrucian Egyptian Museum di San Jose, California
  - Model of Tel-El Amarn, 1955?, Rosicrucian Egyptian Museum, di San Jose, CA
  - Futurist Synthetic Theatre, West Coast International Sound Poetry Festival, November 18-20, 1977
  - Costume designs (5) on Silver Poster Board, 1978
  - Futurist Synthetic Opera, 1913 Russian Opera Performance, Santa Cruz, CA, February 20, 1981, Appearance by Abbatecola
  - Art Theatre and Scene Design, book cover, medium- torn paper
  - Martirio di San Sebastiano, tecnica mista su tavola , 1935
  - Still Life with Jug, olio su tela, 1937
  - Evoluzione, olio su tela, 1948, primo premio, 76 × 92 cm (30" x 36"), Los Gatos Art Asst. 1952, Collezione privata a San Diego, exibited at Villa Montalvo, Saratoga, CA
  - Earth and Man, 1952, olio su tela, 92 × 61 cm (30" x 24"), Collezione privata
- La Serie Modonna
  - Madre Cosmica, olio su tela, 1946, 76 × 92 cm (30" x 36")
  - Linee di Forza della Maternita (Lines of Force of Motherhood), olio su tela, 1958, 92 × 107 cm (36" x 42")
  - Angelo Custode (The Custodian Angel), olio su tela, 1972, 61 × 92 cm (24" x 36")
  - I Semi (The Seeds), olio su tela, 1983, 61 × 92 cm (24" x 36")
- La Serie Macrocosmo (Macrocosm)
  - No. 1, olio su tela
  - No. 2, olio su tela
  - No. 3, olio su tela
  - No. 4 - Saturno, olio su tela, 1979, 92 × 92 cm (36" x 36")
  - No. 5 - Mercurio, olio su tela, 1972, 102 × 102 cm (40" x 40")
  - No. 6, olio su tela
  - No. 7, olio su tela, 1979, 183 × 183 cm (72" x 72"), presentazione diagonal
  - No. 8, olio su tela
  - No. 9, olio su tela
  - No. 10, olio su tela
- La Serie di Evoluzione del Alphabet
  - Letter A, olio su tela, 1972, 102 × 76 cm (40" x 30"), Collezione Privata, San Francisco CA
  - Letter B, olio su tela
  - Letter C, olio su tela, Collezione privata, Sacramento, CA
  - Letter D, olio su tela
  - Letter E, olio su tela
  - Letter F, olio su tela
  - Letter G, olio su tela
  - H, olio su tela
  - I, olio su tela
  - J, olio su tela, 1965, 97 × 127 cm (38" x 50")
  - Letter K, olio su tela
  - Letter L, olio su tela
  - Letter M, olio su tela
  - Letter N, olio su tela
  - Letter O, olio su tela
  - Letter P, olio su tela
  - Letter Q, olio su tela, Collezione privata, Sacramento, CA
  - Letter R, olio su tela
  - Letter S, olio su tela
  - Letter T, olio su tela
  - Letter U, olio su tela
  - Letter V, olio su tela
  - Letter W, olio su tela
  - Letter X, olio su tela, 1972, Collezione privata
  - Letter Y, olio su tela
  - Letter Z, olio su tela
- La Serie di Stella e Pianeti
  - La Luna, olio su tela
  - Mercurio, olio su tela
  - (The Birth of Venus), olio su tela
  - Mars, olio su tela
  - Saturno, olio su tela
  - Jupiter, olio su tela
  - Uranus, olio su tela
  - Neptune, olio su tela
  - Pluto, olio su tela
  - Arcturus Star, olio su tela
  - Pleiades, Seven Sisters Star (Doves), olio su tela
  - My Planet, The Sword of Damocles, olio su tela
- La Serie di Segni Astrologici
  - Aquarius, olio su tela
  - Pisces, olio su tela
  - Aries, olio su tela
  - Taurus, olio su tela
  - Gemini, olio su tela
  - Cancer, olio su tela
  - Leo, olio su tela
  - Virgo, olio su tela
  - Libra, olio su tela
  - Scorpio, olio su tela
  - Sagitarius, olio su tela
  - Capricorn, olio su tela
- Aero, matita colorata su carta
- 2000, Italian Country Home / courtyard, non completato
- 2001 Abbatecola non è più in grado di pitturare ad olio

### Libri
- Futurismo: Futurism! the prime essence, or soul of things as depicted by the brush of- Abbatecola, Pacific Grove, Calif. : Pacific Grove Art Center, 1983
- Values in Art, Dorrance Publishing Co., Pittsburgh 1994 ISBN 0-8059-3533-9
- Macrocosm: the meaning of numbers and the key of the cosmos, Dorrance Pub., Pittsburgh 1996